# 극단 히마와리
극단 히마와리(일본어: 劇団ひまわり)는 1952년 7월에 설립된 일본의 극단 겸 연예 기획사이다. 본사위치는 도쿄도 시부야구 에비스 서2-12-12이다.

## 업종
연극연구생 및 탤런트의 지도 육성. 영화·텔레비전·라디오 프로그램의 기획제작과 배급과 흥행 등.

## 소속 성우 및 배우
- 모로호시 스미레
- 미야노 마모루
- 미야모토 유메
- 야마구치 메구미
- 오가사와라 아리사
- 요시나가 타쿠토
- 우에무라 유토
- 우치야마 코우키
- 코쿠류 사치
- 타카히라 나루미
- 혼조 유타로
- 츠치야 신바
- 키무라 료헤이
- 사토 류지
- 토리고에 유우키
- 와카야마 시온

### 이전 소속 성우 및 배우
- 오노 켄쇼
- 와쿠이 유우
- 이리노 미유
- 이시카와 유이
- 타카츠키 카나코
- 토가와 준
- 후루야 토오루